# Central'nyj Sportivnyj Klub Armii
Il Central'nyj Sportivnyj Klub Armii (in russo Центральный Спортивный Клуб Армии?, Club Sportivo Centrale dell'Esercito) è la società polisportiva del Ministero della difesa russo con sede a Mosca, meglio nota con l'acronimo CSKA (ЦСКА) o come CSKA Mosca.
Dal novembre 2011 il nome completo ufficiale è Istituzione federale autonoma del Ministero della Difesa della Federazione Russa "Club Sportivo Centrale dell'Esercito" (FAI MO RF CSKA), in russo Федеральное автономное учреждение Министерства Обороны Российской Федерации "Центральный спортивный клуб Армии" (ФАУ МО РФ ЦСКА)?.

## Storia
La nascita della società viene fatta risalire al 29 aprile 1923, data di una partita di calcio giocata da atleti-soldati sotto la sigla OPPV del Centro sportivo militare sperimentale di educazione generale (Опытно-показательной военно-спортивной площадке всевобуча, ОППВ).
Nel febbraio 1928 il centro sportivo divenne parte del centro culturale dell'esercito russo (Casa Centrale dell'Armata Rossa, Центральный Дом Красной Армии, ЦДКА) costituendone il dipartimento sportivo: gli atleti iniziarono quindi a gareggiare sotto la sigla ЦДКА (CDKA), mutata poi nel 1946 in ЦДСА (CDSA) per il cambio di nome da Armata Rossa a Armata Sovietica. 
Nel 1960 il centro sportivo venne rinominato in Club sportivo centrale dell'esercito (Центральный Спортивный Клуб Армии) in sigla CKSA (ЦСКА), che è mantenuta ancora oggi.
Il Ministro della difesa russo ha nominato nel 2014 il generale Baryshev Mikhail Nikolaevich a capo del CSKA.

## Sezioni
Tra le numerose sezioni sportive ricordiamo:
- Professional'nyj Futbol'nyj Klub Central'nyj Sportivnyj Klub Armii (PFK CSKA), calcio maschile
- Professional'nyj Chokkejnyj Klub CSKA (PHK CSKA),  hockey su ghiaccio
- Professional'nyj Basketbol'nyj klub CSKA (PBK CSKA), pallacanestro maschile
- Ženskij basketbol'nyj klub Central'nyj Sportivnyj Klub Armii Moskva (ZBK CSKA), pallacanestro femminile (sciolta nel 2009)
- Volejbol'nyj klub CSKA (VK CSKA), pallavolo maschile
- Ženskij volejbol'nyj klub CSKA (ZVK CSKA), pallavolo femminile (sciolta nel 2008)
- Chekhovskye Medvedi, pallamano maschile